# Funnies on Parade
Funnies on Parade è un albo a fumetti pubblicato negli Stati Uniti d'America nel 1933 dalla Eastern Color Printing. Viene ritenuto un precursore del formato comic book.

## Storia editoriale
La Dell Publishing nel 1929 pubblicò un periodico di 16 pagine, su carta da giornale in quadricromia, con materiale originale in stile fumetto intitolato The Funnies e descritto dalla Biblioteca del Congresso come «un inserto in formato tabloid di breve durata». Lo storico Ron Goulart lo descrive «più come la sezione domenicale dei giornali dedicata ai fumetti - senza il giornale - che un vero e proprio comic book».
Nel 1933, il venditore Maxwell Gaines, il direttore vendite Harry I. Wildenberg, e il proprietario George Janosik della Eastern Colour Printing produssero un albo a fumetti simile a The Funnies ma di solo otto pagine e, come questa, stampato su carta da giornale. Invece di presentare materiale originale, vennero ristampati a colori numerose serie a fumetti concesse in licenza dal McNaught Syndicate e dal McClure Syndicate. Tra queste c'erano strisce popolari come Mutt and Jeff di Al Smith, Joe Palooka di Ham Fisher e Skippy di Percy Crosby. Invece di essere venduto venne inviato gratuitamente come articolo promozionale ai consumatori che avevano spedito i tagliandi ritagliati dai prodotti della Procter & Gamble. Ne vennero stampate diecimila copie e la promozione si rivelò un successo tanto che la Eastern Color produsse l'anno stesso pubblicazioni analoghe per le campagne promozionali di altri prodotti, con tirature di stampa da 100.000 a 250.000 copie.
Più tardi, sempre nel 1933, Gaines collaborò con Dell per pubblicare l'albo di 36 pagine Famous Funnies: A Carnival of Comics, seguito nel 1934 dalla serie regolare quasi omonima, Famous Funnies che venne edita per 218 numeri ed è considerato il primo vero fumetto americano.